# NGC 1186
NGC 1186 je galaksija u zviježđu Perzej.

## Vanjske poveznice
- SEDS: NGC 1186